# Adeliepinguin
Der Adeliepinguin (Pygoscelis adeliae) ist eine antarktisch-subantarktische Art der Pinguine aus der Gattung der Langschwanzpinguine. Charakteristisch für den Adeliepinguin ist der schwarze Kopf, der weiße Ring rund um das Auge und der verhältnismäßig klein wirkende Schnabel. Neben dem Kaiserpinguin ist er die einzige Pinguinart, die auf dem Hauptteil des antarktischen Kontinents vorkommt. Eine im Rossmeer befindliche Brutkolonie dieser Art gilt sogar als die südlichste Pinguinkolonie weltweit. Benannt ist die Art nach der Frau des französischen Polarforschers Jules Dumont d’Urville.
Es werden keine Unterarten für diese Art unterschieden. Die IUCN stuft den Adeliepinguin derzeit als ungefährdet (least concern) ein.

## Erscheinungsbild

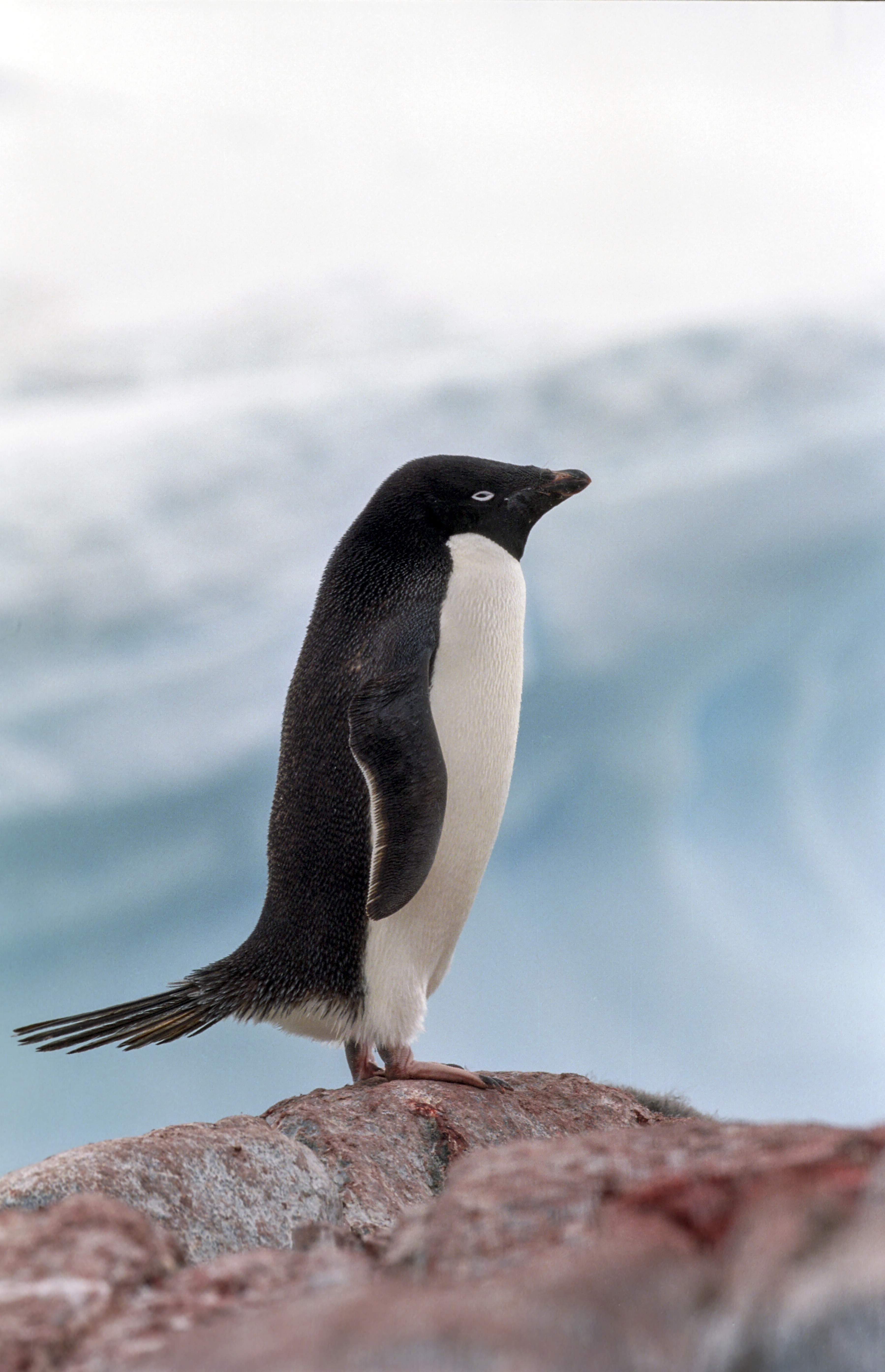
Adeliepinguin, gut erkennbar die verlängerten Schwanzfedern

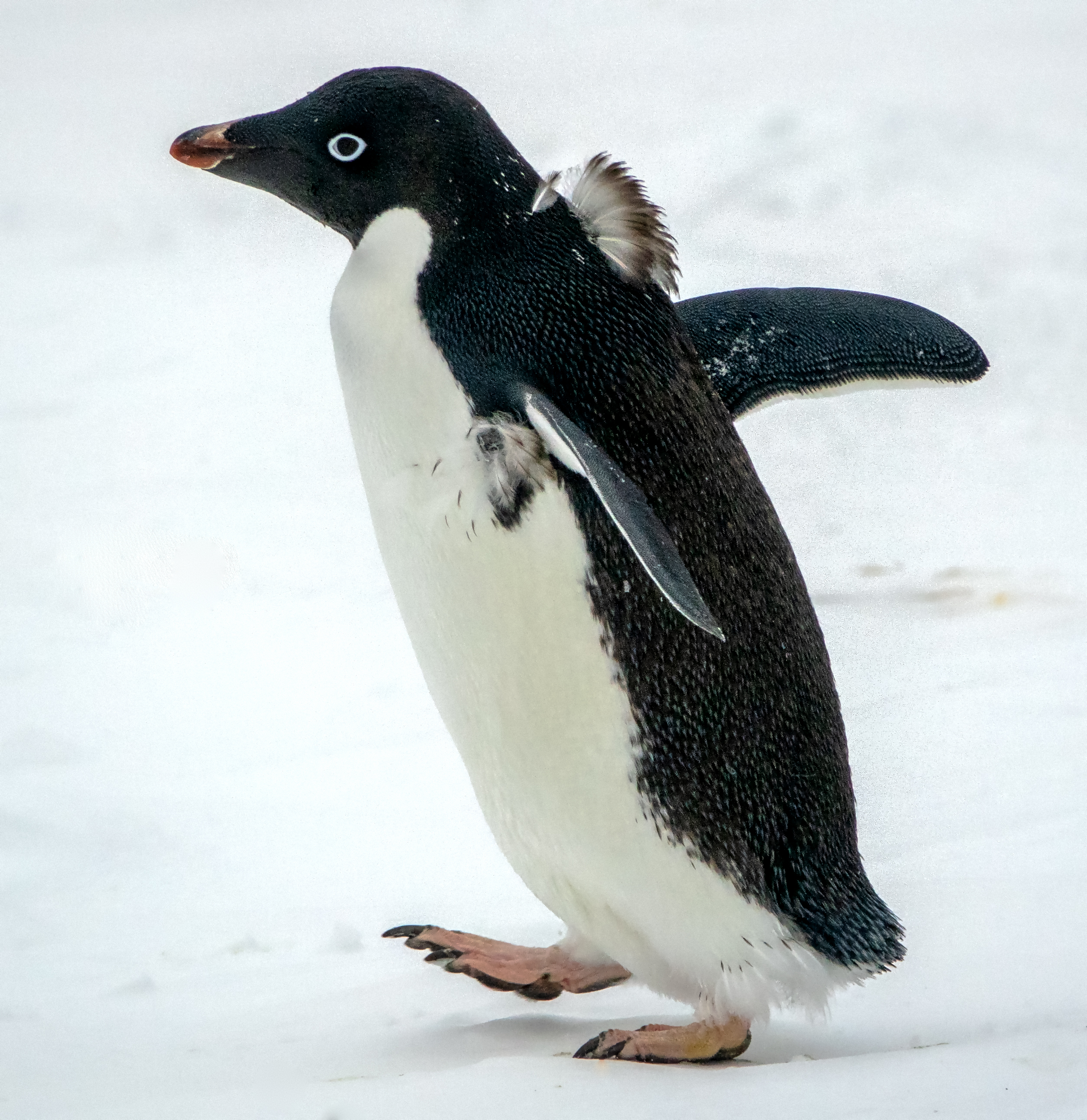
Adeliepinguin am Ende der Mauser auf Franklin Island, Antarktis. Aufgenommen im Februar 2020

Der Adeliepinguin erreicht eine Körperlänge von 70 Zentimetern und gehört damit zu den mittelgroßen Pinguinen. Es besteht kein auffälliger Sexualdimorphismus, allerdings sind Weibchen etwas kleiner als die Männchen. Weibchen wiegen zwischen 3,9 und 4,7 Kilogramm, Männchen erreichen ein Gewicht zwischen 4,3 und 5,3 Kilogramm. Das Gefieder weist keine jahreszeitlichen Variationen auf, Jungvögel lassen sich bis zu einem Alter von einem Jahr von den adulten Vögeln unterscheiden. Adulte Adeliepinguine haben einen blauschwarzen Kopf und eine blauschwarze Körperoberseite. Kurz vor der  Mauser wirkt das abgenutzte Gefieder allerdings bräunlich. Rund um das Auge verläuft ein auffälliger weißer Hautring. Außerdem ist die Körperunterseite weiß, Kinn und Kehle sind schwarz und scharf von der weißen Brust abgesetzt. Die zu Flossen umgestalteten Flügel sind auf der Oberseite schwarz und auf der Unterseite weiß mit einem dunklen Fleck am Flossenende. Der Schnabel ist überwiegend schwarz, lediglich an der Schnabelbasis hellt er zu einem orangerot auf. Er wirkt sehr kurz, weil er über die Hälfte von Federn bedeckt ist. Die Iris ist braun. Die Beine und Füße sind mattweiß bis rosafarbenen, die Sohlen sind schwarz. Die Mauser durchlaufen die Adeliepinguine kurz nach dem Flüggewerden der Jungvögel.
Jungvögel haben bis zu einem Alter von etwa 14 Monaten eine weiße Kehle und einen schwarzen Augenring. 
Adeliepinguine können mit ihrem dunklen Gesicht und dem Fehlen von verlängerten Kopffedern mit keiner anderen Pinguinart verwechselt werden. Jungvögel weisen Ähnlichkeit mit dem Zügelpinguin auf, jedoch weisen Adeliepinguine kein Weiß oberhalb der Augen auf und haben keine schwarzen Gefiederpartien unterhalb des Kinns.

## Stimme
Der Kontaktruf des Adeliepinguins ist ein kurzes Bellen, das lautmalerisch mit aark umschrieben wird. Dieser Ruf, der etwa 0,3 Sekunden währt, ist auch von Adeliepinguinen zu hören, die sich auf offener See befinden. Zu den Drohlauten gehört eine Art Knurren, das häufig von Seitenblicken zu einem anderen Pinguin begleitet ist. Es ist besonders dann zu hören, wenn ein anderer Pinguin in das unmittelbare Brutrevier eindringt. Bevor Adeliepinguine nach anderen Pinguinen hacken, äußern sie einen ähnlichen kurzen Laut, der noch etwas harscher als der Drohlaut klingt. Grunzende grr oder gwarr-Laute sind zu hören, wenn sie mit einem anderen Vogel kämpfen. 
Die Lautäußerungen der Adeliepinguine, die sie während der Werbung um den Partnervogel hören lassen, sind sehr vielseitig. Ein rhythmischer, drei bis sieben Sekunden langer Ruf gehört zum Balzverhalten des Adeliepinguins. Er wird nur gelegentlich von den Weibchen, dagegen sehr häufig von den Männchen geäußert. Zum Balzverhalten gehören auch laute, harsche und trompetende Laute, die häufig von beiden Vögeln in der Umgebung des Nestes gerufen werden. Ein sanfter, summender Laut ist zu hören, wenn Partnervögel unmittelbar am Neststandort umeinander werben. Frisch geschlüpfte Küken geben einen schwachen Pieplaut von sich.

## Verbreitungsgebiet

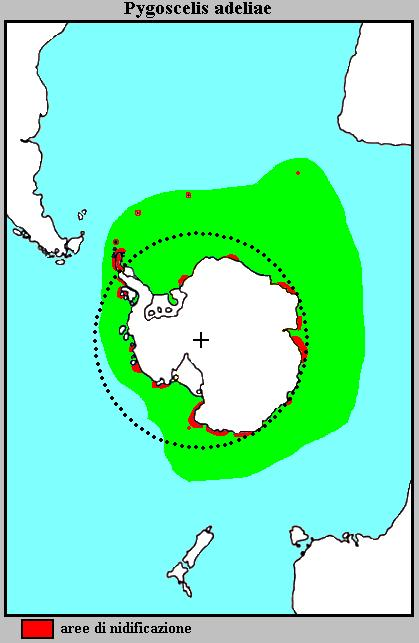
Verbreitungsgebiet des Adeliepinguin. Brutkolonien sind rot eingezeichnet

Adeliepinguine sind zirkumpolar verbreitet. Ihr Verbreitungsgebiet ist von der Schelfeisgrenze im Süden und der Packeisgrenze im Norden begrenzt. Sie sind nur selten in offenen Gewässern zu finden und präferieren Regionen mit dichtem Packeis. Ihr Brutareal reicht von Kap Royds, dem westlichen Ausläufer der Ross-Insel entlang der Küste der Antarktika bis zur Westküste der Antarktischen Halbinsel, entlang Inseln der Scotiasee bis zu den Südlichen Sandwichinseln. Das Verbreitungsgebiet nichtbrütender Vögel ist nicht sehr gut erforscht. Vermutlich wandern sie nicht weiter als bis zum Rand der Packeisgrenze. Irrgäste werden gelegentlich an der südamerikanischen, australischen und neuseeländischen Küste beobachtet. Sie tauchen außerdem an subarktischen Inseln des Indischen und Pazifischen Ozeans auf. 
Die größte Brutkolonie befindet sich auf Kap Adare. Dort brüten etwa 282.307 Brutpaare.

## Nahrung und Nahrungserwerb
Adeliepinguine leben überwiegend von kleinen Krustentieren und nehmen außerdem kleine Fische zu sich. Sie finden ihre Beute in der Regel in Gewässertiefen zwischen zehn und vierzig Meter, sind aber in der Lage, bis zu 170 Meter zu tauchen. Rund vierzig Prozent der Tauchzeit wird in Gewässertiefen von weniger als 12,5 Meter verbracht. In den weiter nördlich gelegenen Brutkolonien suchen sie während der Fortpflanzungszeit nur während des Tages nach Nahrung. In den südlicheren Brutkolonien suchen sie ganztägig nach Nahrung. 
Die Dauer, während der Adeliepinguine nach Nahrung suchen, variiert sehr stark abhängig vom Standort der Brutkolonie und dem dortigen Angebot an Nahrung. Am Kap Bird, dem nördlichsten Ausläufer der Ross-Insel, entfernen sich Adeliepinguine während der Brutzeit für neun bis 25 Tage, um nach Nahrung zu suchen. Entfernungen von bis zu 100 Kilometer von der Brutkolonie konnten nachgewiesen werden. Während der Aufzucht der Jungvögel halten sich die Adeliepinguine näher an der Brutkolonie auf. Etwas mehr als die Hälfte der Brutvögel entfernen sich nicht mehr als 10 Kilometer von der Kolonie. Brutvögel der Béchervaise Island entfernten sich während der Brutzeit bis zu 341 Kilometer, während der Jungenaufzucht dagegen nicht mehr als zwölf Kilometer. Zur Brutkolonie zurückkehrende Adeliepinguine legen zwischen 2,2 und 3,4 Kilometer pro Stunde zurück, solange das Ei noch bebrütet wird. Adeliepinguine, die bereits einen Jungvogel aufziehen, erreichen Geschwindigkeiten zwischen 3,2 und 4,6 Kilometer pro Stunde.

## Fortpflanzung

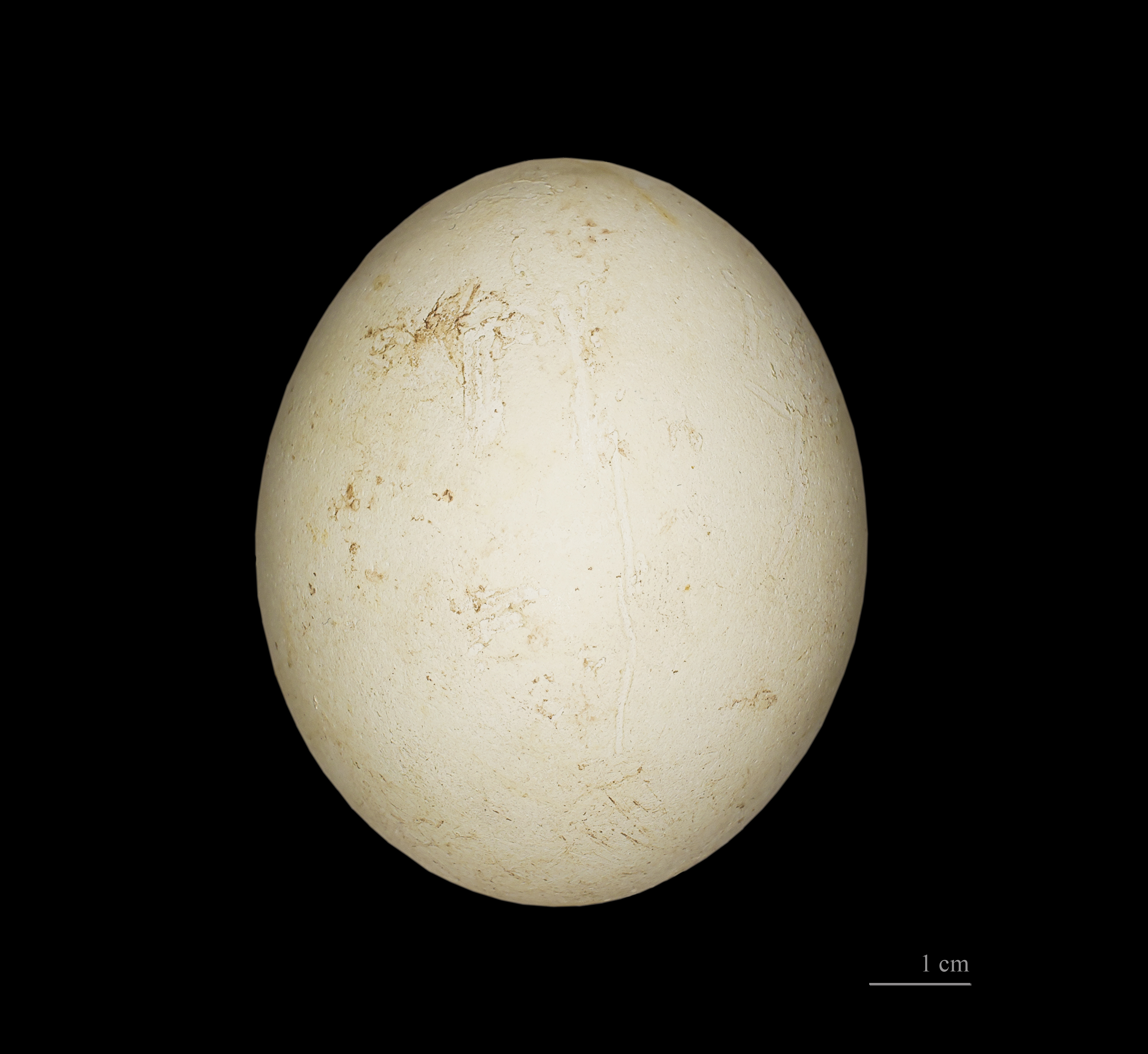
Pygoscelis adeliae

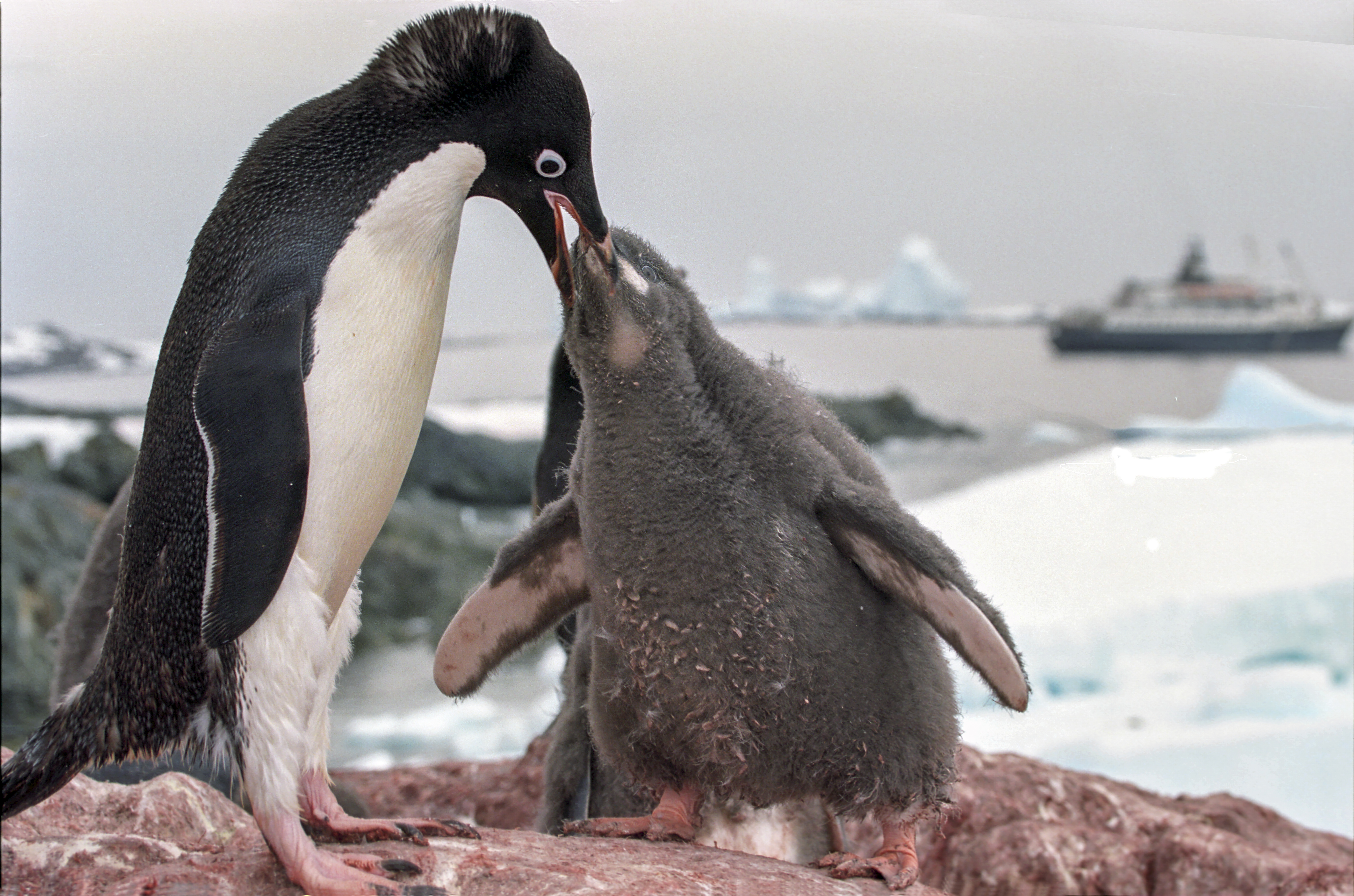
Ein Adeliepinguin füttert seinen Jungvogel

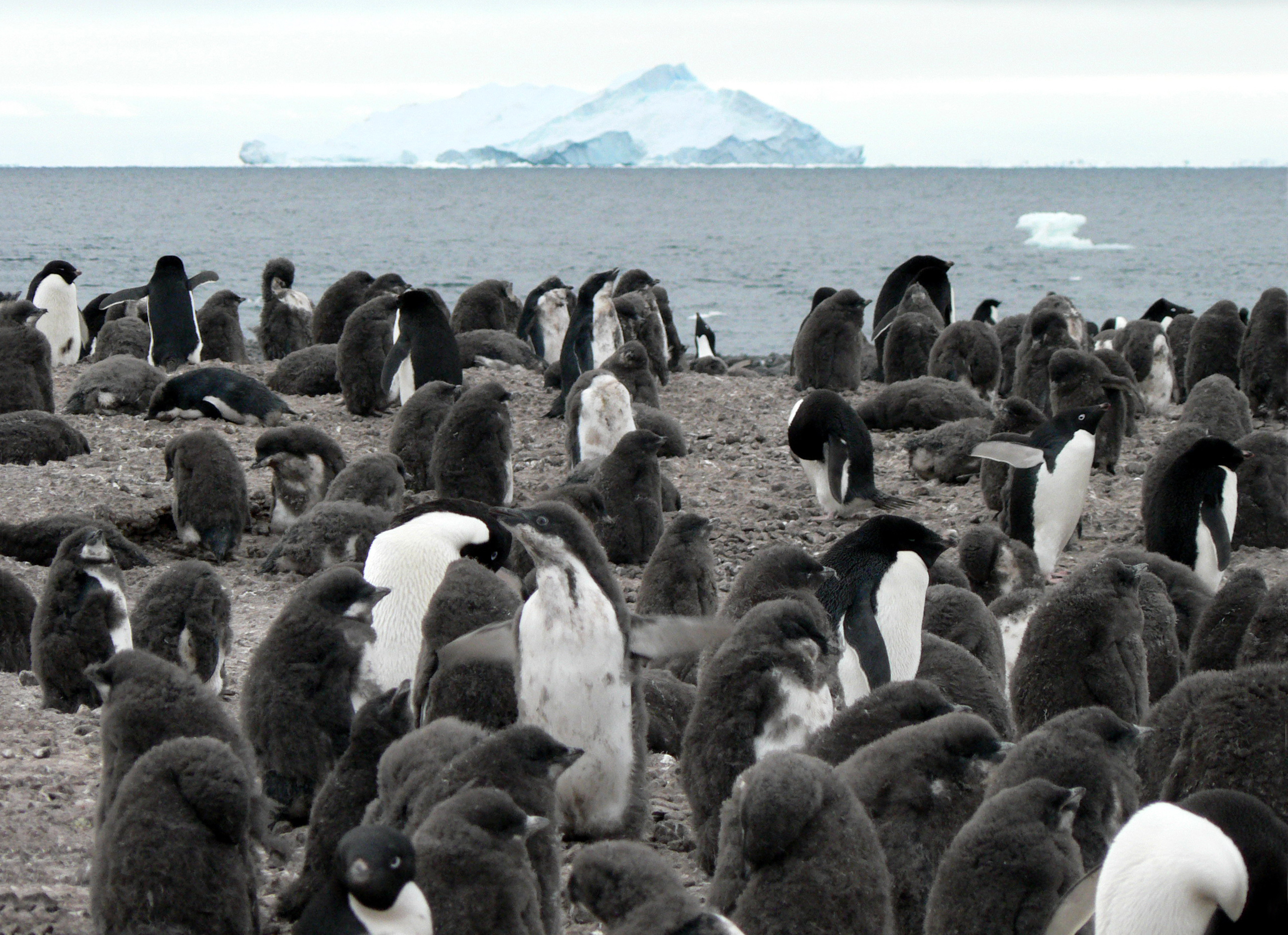
Brutkolonie der Adeliepinguine

Wie häufig bei sehr weit im Süden der Antarktis verbreiteten Arten ist die Fortpflanzungszeit der Adeliepinguine sehr kurz. Die Fortpflanzungsperiode setzt ein, sobald die Küstengewässer eine Temperatur über dem Gefrierpunkt erreicht haben. Die Küstengewässer sind zum Beginn der Brutzeit häufig noch mit Eis bedeckt und Adeliepinguine müssen häufig Eisbarrieren überwinden, um ihre Brutkolonien erreichen zu können.
Adeliepinguine leben und brüten in Kolonien, die oft beträchtliche Ausmaße annehmen können. Brutkolonien finden sich auf felsigen Inseln, Halbinseln und Küstenabschnitten, die eisfrei sind. Die südlichsten Kolonien befinden sich häufig an Stellen, die sowohl sonnen- als auch windexponiert sind und deswegen frei von Schneewehen bleiben. Weiter nördlich präferieren Adeliepinguine geschütztere Standorte für ihre Brutkolonien.
Auf der Ross-Insel gibt es eine Kolonie von Adeliepinguinen mit ca. einer halben Million Individuen. Sie sind sehr ortstreu. Im antarktischen Sommer leben sie auf dem Festland, sonst am Rande der offenen Packeiszone. Ihre Bestandsstärke wird auf ca. 20 Millionen Tiere geschätzt.
Die Brutperiode dieser Pinguine beginnt im Oktober. Die Weibchen legen in die aus zusammengehäuften Steinen bestehenden Nester ihre Eier und gehen danach wieder auf Nahrungssuche. Das Brüten übernehmen allein die Männchen. Bis zum Schlüpfen der Jungen nach 35 Tagen fressen diese nichts. Sind die Jungen geschlüpft, kehren die Weibchen zurück, um bei der Aufzucht zu helfen. Im Alter von zwei bis drei Wochen schließen sich die Jungvögel zu Kindergruppen oder sogenannten Kindergärten zusammen. Das ermöglicht es beiden Elternvögeln, nach Futter zu suchen. Jungvögel sind besonders empfindlich gegenüber Klimaeinflüssen. Die Mortalitätsrate unter den Jungvögeln steigt besonders deutlich an, wenn der Schnee schmilzt, so dass die Daunenfedern der Nestlinge nass werden.
Männchen ohne Partnerin schließen sich, zumindest teilweise, zu Gruppen zusammen und zeigen aggressives sexuelles Verhalten gegenüber Jungtieren oder töten und verletzen Weibchen.

## Bestand

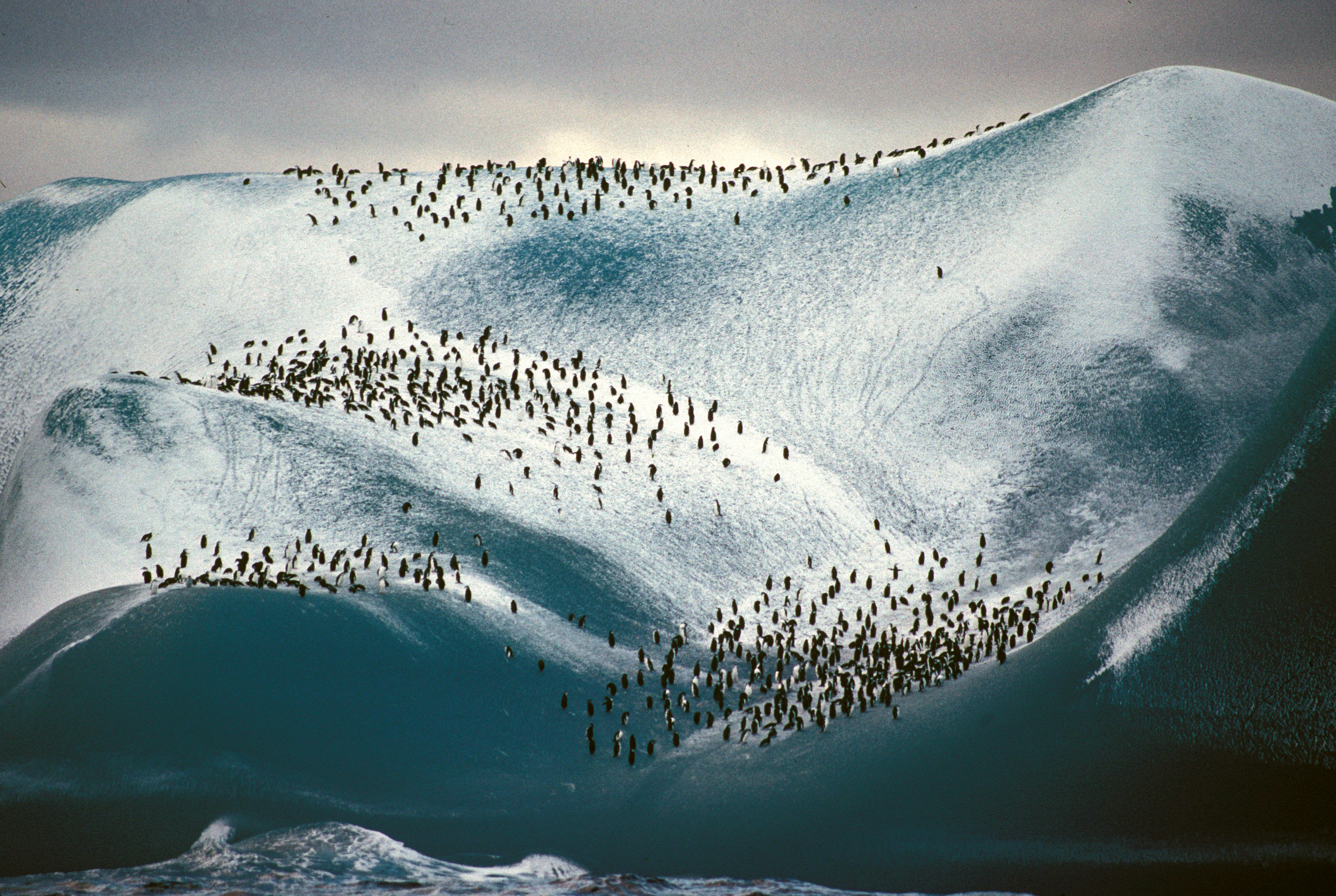
Adeliepinguine auf einem Eisberg

Der Bestand wurde 2014 auf 7,58 Millionen Brutvögel geschätzt. Der Bestand gilt als stabil bis leicht zunehmend. Alle Brutkolonien der Ross-See nahmen beispielsweise zwischen 1981 und 1988 zwischen 3 und 30 Prozent zu. Die Zunahmen hängen möglicherweise mit einem steigenden Nahrungsangebot durch die Erwärmung der südlichen Ozeane zusammen. Auf der Antarktischen Halbinsel, wo diese Erwärmung nicht so ausgeprägt ist, sind die Zunahmen weniger deutlich. Hier haben die Bestände leicht zugenommen, nachdem dort vor allem das Sammeln von Eiern eingestellt wurde.
2017 wurde auf den Danger-Inseln eine bis dahin unbekannte Population von rund 1,5 Mio. Adeliepinguinen entdeckt.
Grundsätzlich sind Adeliepinguine sehr empfindlich gegenüber Störungen durch den Menschen. Dort wo Forschungsstationen wie beispielsweise auf Kap Royds errichtet wurden, gingen die Bestände zurück. Sie erholten sich erst wieder, nachdem strengere Regeln die Störungen durch den Menschen dort begrenzten.

## Einzelbelege
1. ↑  Pütz und Reinke-Kunze, S. 26
2. 1 2  Factsheet auf BirdLife International
3. ↑   Williams, S. 171
4. ↑   Williams, S. 169
5. ↑   Shirihai, S. 63
6. ↑   Williams, S. 170
7. 1 2 3 4 5   Williams, S. 172
8. ↑   Williams, S. 172 und S. 173
9. 1 2 3 4   Williams, S. 173
10. ↑   Sirihai, S. 64 und S. 65
11. ↑   Shirihai, S. 65
12. ↑  Douglas G.D. Russella, William J.L. Sladena and David G. Ainley: "Dr. George Murray Levick (1876–1956): unpublished notes on the sexual habits of the Adélie penguin", Polar Record, Seiten 1–7, Cambridge University Press, 2012 (Weblink)
13. ↑  Antarktis: Anderthalb Millionen Pinguine, von denen bisher niemand wusste. In: Deutschlandfunk. 2. März 2018, archiviert vom Original (nicht mehr online verfügbar) am 2. März 2018; abgerufen am 2. März 2018.  Info: Der Archivlink wurde automatisch eingesetzt und noch nicht geprüft. Bitte prüfe Original- und Archivlink gemäß Anleitung und entferne dann diesen Hinweis.
14. ↑  A. Borowicz, P. McDowall, C. Youngflesh et al.: Multi-modal survey of Adélie penguin mega-colonies reveals the Danger Islands as a seabird hotspot. In: Nature. doi:10.1038/s41598-018-22313-w.